# Toutencourt
Toutencourt település Franciaországban, Somme megyében. Lakosainak száma 426 fő (2022. január 1.). Toutencourt Arquèves, Contay, Harponville, Hérissart, Léalvillers, Puchevillers, Raincheval, Vadencourt és Varennes községekkel határos.

## Népesség
A település népessége az elmúlt években az alábbi módon változott:
| Lakosok száma | 494  | 477  | 482  | 461  | 450  | 439  | 434  | 429  | 426  |
|               | 2013 | 2015 | 2016 | 2017 | 2018 | 2019 | 2020 | 2021 | 2022 |